# 싸이언 롤리팝2
싸이언 롤리팝 2는 LG전자에서 2010년 2월에 출시한 휴대 전화이다.

## 같이 보기
- Lollipop Part 2